# 毛利兩川
毛利元就的次男與三男，毛利隆元的兩個親胞弟吉川元春與小早川隆景，合稱毛利兩川。
元春和隆景分別為藤原氏支系吉川家與安藝國豪族小早川家的養子，繼承兩家產業，輔佐毛利家家督(隆元和輝元)。
日本戰國時期武家兄弟為爭奪家督鬩牆的比比皆是，兄弟同心輔佐其中一人的情形實在少見，只有島津家島津貴久以義久為首的四個兒子島津義久、島津義弘、島津歲久、島津家久及北條家以北條氏政為首的七個兄弟北條氏政、大石氏照、藤田氏邦、北條氏規、北條氏忠、北條氏秀、北條氏光可以與之相比。
過繼與別族以鞏固勢力的手段並非毛利家獨有，不過能獲得如此成功的也只有毛利兩川。原因包含了毛利三兄弟的感情、元就精明的調配等等，況元春和隆景皆為上品的武將，不管是武力、政治力或判斷力都是首屈一指。毛利兩川在政治上為平等地位，一切皆要由家督下最後的決定。